# José Domingos Ramião
José Domingos Ramião es un deportista portugués que compitió en atletismo adaptado. Ganó tres medallas de oro en los Juegos Paralímpicos de Verano, dos en Atlanta 1996 y una en Sídney 2000.

## Palmarés internacional
| Juegos Paralímpicos | Juegos Paralímpicos      | Juegos Paralímpicos | Juegos Paralímpicos |
| Año                 | Lugar                    | Medalla             | Prueba              |
| ------------------- | ------------------------ | ------------------- | ------------------- |
| 1996                | Atlanta (Estados Unidos) | Medalla de oro      | 400 m T10           |
| 1996                | Atlanta (Estados Unidos) | Medalla de oro      | 800 m T10           |
| 2000                | Sídney (Australia)       | Medalla de oro      | 4 × 400 m T13       |